# ヴァニーシア・バーニー
ヴァニーシア・キャサリン・ダグラス・フェア (旧姓 バーニー)（Venetia Katharine Douglas Phair (née Burney), 1918年7月11日 - 2009年4月30日）は、クライド・トンボーによって1930年に発見された惑星にPluto（冥王星）と名づけることを提案した女性。当時、彼女は11歳であり、イギリスのオックスフォードに住んでいた。

## 来歴
バーニーはオックスフォード大学の聖書解釈の教授だったチャールズ・フォックス・バーニーと、その妻エセル・ワーズワース・バーニー（旧姓マダン）の間に生まれた。ヴァニーシアはオックスフォード大学のボドリアン図書館の司書だったファルコナー・マダン（1851年 - 1935年）の孫娘にあたる。ファルコナーの兄でイートン・カレッジの理学修士だったヘンリー・マダン（1838年-1901年）は1878年に、火星の衛星にPhobos（フォボス）、Deimos（ダイモス）と命名することを提案した人物である。
1930年3月14日、ファルコナーは英タイムズ紙にて新たな惑星が発見されたというニュースを読み、そのことを孫娘ヴァニーシアに教えた。当時11歳の彼女は名前としてPluto（プルートー、ローマ神話において自らの姿を消すことができる、冥界を司る神）を提案した。ファルコナーはこの提案を天文学者のハーバート・ターナーに送り、ハーバートはローウェル天文台にいる彼のアメリカ人の同僚に電報を打ちこの提案を知らせた。トンボーは、冥王星の存在を予言したパーシヴァル・ローウェルのイニシャル (P. L) で始まるこの名前をいたく気に入った。1930年5月1日、この新しい天体の名称としてPlutoという名称が正式に採用された。
ヴァニーシアはバークシャーのダウン・ハウス校、そしてケンブリッジ大学のニューナム・カレッジで学び、そこでは数学を勉強した。卒業後は公認会計士になる。その後、ロンドン南西にある女子校で経済学と数学の教師になる。1947年、エドワード・マクスウェル・フェアと結婚。彼は西洋古典学者で、後にエプソム大学の舎監、英語教師の代表となる。晩年の数年間、彼女はエプソムに住んでいた。
冥王星が惑星から準惑星に再分類される数ヶ月前、惑星の定義に関する討論が盛り上がってきていた最中、彼女は「この歳になったので、議論を戦わせることは無理です。しかし私は惑星のままであることを望んでいます」と語った。
彼女はバンステッドで2009年4月30日に満90歳で死去した。

## 彼女にちなむ命名
小惑星バーニー（小惑星番号6235）は彼女にちなんで命名された。冥王星探査機ニュー・ホライズンズに搭載されている学生微粒子計数器には、彼女の名前がつけられている。